# Mårten Triewaldt
Mårten Triewaldt, död 7 december 1744, var en svensk smed, riksdagsledamot och politiker.

## Biografi
Mårten Triewaldt arbetade som grovsmed i Stockholm och blev senare ålderman. Han avled 1744.
Triewaldt var riksdagsledamot för borgarståndet i Stockholm vid riksdagen 1731.
Triewaldt gifte sig med Brita Noth. De fick tillsammans sonen vitterlekaren Samuel von Triewald (1688–1743).